# 유엽어
유엽어(柳葉魚, Spirinchus lanceolatus) 또는 시샤모(shishamo)는 바다빙어과 별빙어속의 생선으로 열빙어와는 다른 종이다.
세계적으로도 홋카이도 근처 태평양 연안의 일부에서 밖에 잡히지 않는다. 근래 어획량의 감소로 인해, 맛과 외형이 비슷하고 어획량이 보다 많은 열빙어가 상대적으로 저렴한 가격으로 유통되어 시중에서 유엽어를 열빙어로 혼용하여 사용하고 있다. 같은 바다빙어과에 속해 있지만, 유엽어는 별빙어속, 열빙어는 열빙어속의 다른 생선이다.
일본명 시샤모는 아이누어인 susam에서 유래 하였으며, 아이누어 susu "버드나무" + ham "잎"이 합쳐진 형태이다.

## 형태
버들잎(柳葉)을 연상시키는 외형으로, 몸길이는 12-18cm 내외이다. 등쪽은 어두운 노란색, 복부는 은백색을 띄고 있다.

## 생태
회귀어이며, 10월부터 12월 무렵 강을 거슬러 오른 암컷은 강바닥의 자갈에 산란한다. 암컷은 주로 1마리당 평균 8,000개 내외의 알을 저층유속이 0.6 m/sec 미만인 장소에 낳는다.산란 후 성어의 대부분은 폐사하지만, 일부 암컷은 살아남아 바다로 돌아갔다가 이듬해 다시 산란을 위해 하천으로 돌아오기도 한다. 지금까지 문헌으로 확인된 산란 장소는, 일본 홋카이도의 태평양 연안 에리모곶(襟裳岬)의 서쪽 9개 하천과 동쪽 7개 하천이다. 유엽어의 알은 겉에 점착성이 있어, 수정 후 자갈등 강바닥의 저질(底質)에 달라붙는다. 수정란은 다음해 4월에서 5월에 걸쳐 하천에서 부화한다. 알에서 부화한 치어는 곧장 바다로 이동해 약 1년반의 해양생활을 거쳐, 성어가 되면 산란 활동을 위해 다시 강을 거슬러 오른다. 치어는 주로 일본 홋카이도 무카와강(鵡川) 하구 주변 해역 수심 4-5m에서 성장한다. 성어는 수심 120m 이하의 먼바다에서 생활하다가 산란기가 되면 각 하천 연안지역으로 밀집한다. 수컷은 산란기에 몸이 검은빛으로 변한다. 암컷은 색이 변하지 않는다.